# 中原勇一
中原 勇一（なかはら ゆういち、1959年2月2日 - ）は福岡県遠賀郡水巻町出身の元プロ野球選手（捕手）。現在は中日ドラゴンズ選手寮「昇竜館」の館長を務める。

## 来歴・人物
福岡県立東筑高等学校では、捕手として1975年秋季九州大会に進むが、準決勝で日田林工に敗退。1976年春季九州大会は、準決勝で柳川商の久保康生に抑えられ延長10回の末に0-1で惜敗した。
同年のドラフト6位で中日ドラゴンズに入団。当時の正捕手は木俣達彦であり、その控えではあるが、3年目の1979年は5試合に先発マスクを被る。
1984年からはブルペン捕手として選手登録ながら裏方として選手をサポートする立場に回る（当時のブルペン捕手は「選手登録者に限る」という規約があったため）。
1986年限りで現役選手登録を外れた。
引退後は引続き専任のブルペン捕手、用具係などを務めたのち、スカウトとして活躍した。担当した選手は浅尾拓也、田島慎二。
2020年1月1日より、松岡功祐の後を受けて昇竜館館長に就任することが発表された。
2023年12月31日を以て昇竜館館長を退任

## 詳細情報

### 年度別打撃成績
| 年 度     | 球 団     | 試 合 | 打 席 | 打 数 | 得 点 | 安 打 | 二 塁 打 | 三 塁 打 | 本 塁 打 | 塁 打 | 打 点 | 盗 塁 | 盗 塁 死 | 犠 打 | 犠 飛 | 四 球 | 敬 遠 | 死 球 | 三 振 | 併 殺 打 | 打 率 | 出 塁 率 | 長 打 率 | O P S |
| --------- | --------- | ----- | ----- | ----- | ----- | ----- | -------- | -------- | -------- | ----- | ----- | ----- | -------- | ----- | ----- | ----- | ----- | ----- | ----- | -------- | ----- | -------- | -------- | ----- |
| 1978      | 中日      | 2     | 2     | 2     | 0     | 1     | 0        | 0        | 0        | 1     | 0     | 0     | 0        | 0     | 0     | 0     | 0     | 0     | 0     | 0        | .500  | .500     | .500     | 1.000 |
| 1979      | 中日      | 24    | 15    | 12    | 3     | 0     | 0        | 0        | 0        | 0     | 0     | 0     | 0        | 0     | 0     | 3     | 0     | 0     | 5     | 0        | .000  | .200     | .000     | .200  |
| 通算：2年 | 通算：2年 | 26    | 17    | 14    | 3     | 1     | 0        | 0        | 0        | 1     | 0     | 0     | 0        | 0     | 0     | 3     | 0     | 0     | 5     | 0        | .071  | .235     | .071     | .307  |

### 年度別守備成績
| 年度 | 試合 | 企図数 | 許盗塁 | 盗塁刺 | 阻止率 |
| ---- | ---- | ------ | ------ | ------ | ------ |
| 1978 | 1    | 0      | 0      | 0      | -      |
| 1979 | 16   | 4      | 0      | 0      | .000   |
| 通算 | 17   | 4      | 0      | 0      | .000   |

### 記録
- 初出場・初安打：1978年10月7日、対ヤクルトスワローズ26回戦（明治神宮野球場）8回表に青山久人の代打で尾花高夫から単打
- 初先発出場：1979年7月9日、対横浜大洋ホエールズ15回戦（ナゴヤ球場）、8番・捕手で先発出場

### 背番号
- 53 （1977年 - 1983年）
- 93 （1984年 - 1991年、1996年 - 2001年）